# Kanton Nègrepelisse
Kanton Nègrepelisse is een voormalig kanton van het Franse departement Tarn-et-Garonne. Kanton Nègrepelisse maakte deel uit van het arrondissement Montauban en telt 10706 inwoners (1999). Het werd opgeheven bij decreet van 27 februari 2015 met uitwerking op 22 maart 2015.

## Gemeenten
Het kanton Nègrepelisse omvatte de volgende gemeenten:
- Albias
- Bioule
- Montricoux
- Nègrepelisse (hoofdplaats)
- Saint-Étienne-de-Tulmont
- Vaïssac